# Greetje Kauffeld
Greetje Kauffeld (Roterdão, 26 de novembro de 1939) é uma cantora de jazz e de música schlager neerlandesa que ficou conhecida internacionalmente por ter representado os Países Baixos no Festival Eurovisão da Canção 1961 em Cannes com a canção "Wat een dag". Ela fundou o seu próprio trio em 1986 e vive na Alemanha há vários anos.  

## Títulos de sucesso
- Ruf an 1961
- Nur eine schlechte Kopie 1961
- Sunday Melody 1963
- Jeden Tag, da lieb ich dich ein kleines bisschen mehr 1963 (com Paul Kuhn)
- Wir können uns nur Briefe schreiben 1964
- Tanze bitte noch einmal mit mir 1966
- My Shining Hour 2005
- Greetje Kauffeld Meets Jerry von Rooijen u.a. 1997
- My Favorite Ballads 1997
- Dreaming 2000
- The Song Is You 1988
- Greetje Kauffeld Meets Alan & Marilyn Bergman 1989

## Discografia

### Álbuns
- In the Mood for Christmas 2006 Swingin’ Fireballs Feat. Greetje Kauffeld (Mons Records)
- Jeden Tag, da lieb ich dich ein kleines bisschen mehr